# Border Roads Organisation
Border Roads Organisation, littéralement en français : Organisation des routes frontalières, est un organisme statutaire placé sous la tutelle du ministère de la défense du gouvernement indien. La BRO développe et entretient des réseaux routiers dans les zones frontalières de l'Inde et dans les pays voisins amis. Cela comprend des opérations d'infrastructure dans 19 États et trois territoires de l'Union (y compris les Îles Andaman-et-Nicobar) et dans des pays voisins tels que l'Afghanistan, le Bhoutan, la Birmanie, le Tadjikistan et le Sri Lanka. En 2022, la Border Roads Organisation avait construit plus de 55 000 kilomètres de routes, plus de 450 ponts permanents d'une longueur totale de plus de 44 000 mètres et 19 aérodromes dans des endroits stratégiques. L'organisation est également chargée de l'entretien de ces infrastructures, y compris des opérations telles que le déneigement,.
Les officiers du Border Roads Engineering Service (BRES) et le personnel de la General Reserve Engineer Force (GREF) forment le cadre principal de l'ORE. Elle est également composée d'officiers et de troupes issus du corps du génie de l'armée indienne, qui occupent des emplois extra-régimentaires. Le corps des pionniers de l'armée indienne est rattaché aux forces opérationnelles de l'ORE. L'ORE est également incluse dans l'ordre de bataille des forces armées, ce qui garantit son soutien à tout moment. La devise de l'organisation est « Shramena Sarvam Sadhyam » (en français : tout est réalisable grâce au travail acharné).
L'ORE joue un rôle important dans l'amélioration et la construction de nouvelles routes frontalières entre l'Inde et la Chine (ICBR). En ce qui concerne les ICBR, Vaishali S Hiwase est la première femme officier pour les projets routiers de l'ORE le long de la frontière avec la Chine. 
En novembre 2021, l'ORE établit un record du monde pour la « route la plus haute en altitude » à Umling La (en). L'ORE a joué un rôle important dans la construction de projets tels que le tunnel d'Atal (en), pont suspendu d'Atal (en) et le pont Col Chewang Rinchen Setu, pour n'en nommer que quelques-uns.